# Zieten 2. farkasfalka
A Zieten 2. farkasfalka a Kriegsmarine tengeralattjárókból álló második világháborús támadóegysége volt, amely összehangoltan tevékenykedett 1942. március 23. és 1942. március 29. között Barents-tengeren, Skandináviától északra. A Ziethen 2. farkasfalka négybúvár hajóból állt, amelyek egy hajót sem süllyesztettek el. A tengeralattjárók közül egy elpusztult. A farkasfalka Hans-Joachim von Zieten porosz lovassági tisztről kapta a nevét.
Az U–655-öt 1942. március 24-én a Medve-szigettől délkeletre a Brit Királyi Haditengerészet HMS Sharpshooter nevű aknakeresője legázolta. A tengeralattjáró teljes legénysége, 45 ember odaveszett.

## A farkasfalka tengeralattjárói
| A hajó száma | Parancsnoka          | Részvétel kezdete | Részvétel vége    |
| ------------ | -------------------- | ----------------- | ----------------- |
| U–209        | Heinrich Brodda      | 1942. március 23. | 1942. március 29. |
| U–376        | Friedrich-Karl Marks | 1942. március 23. | 1942. március 29. |
| U–378        | Alfred Hoschatt      | 1942. március 23. | 1942. március 29. |
| U–655        | Adolf Dumrese        | 1942. március 23. | 1942. március 24. |